# Alfonso Castaldo
Alfonso Castaldo (ur. 6 listopada 1890 w Casorii, zm. 3 marca 1966 w Neapolu) – włoski duchowny katolicki, kardynał, Arcybiskup Neapolu.

## Życiorys
Święcenia kapłańskie przyjął 8 czerwca 1913. W latach 1915–1918 służył jako kapelan w armii włoskiej. Od 1918 do 1934 był proboszczem w kościele św. Maura w Casorii. 27 marca 1934 Pius XI mianował go biskupem Pozzuoli.
Sakrę biskupią przyjął 30 czerwca 1934 z rąk kardynała Alessio Ascalesi z biskupami Salvatore del Bene i Salvatore Meo jako współkonsekratorami. 14 stycznia 1950 został tytularnym biskupem Salonik, biskupem koadiutorem Neapolu i administratorem apostolskim Pozzuoli. 16 sierpnia 1958 przeszedł na Arcybiskupstwo Neapolu.
15 grudnia 1958 Jan XXIII wyniósł go do godności kardynalskiej z tytułem prezbitera San Callisto. 5 sierpnia 1958 otrzymał tytuł biskupa ad personam Pozzuoli. Uczestniczył w obradach Soboru Watykańskiego II. Wziął udział w konklawe wybierającym Pawła VI.